# Аманжолов Касим Рахімжанович
Каси́м Рахімжа́нович Аманжо́лов  — (10 жовтня 1911 , Каркаралінський район, Карагандинська область  — 18 січня 1955 ) — казахський поет, перекладач.

## Біографічні відомості
Народився в Карагандинській області. Друкується з 1931 року. В роки Другої світової війни брав участь у звільненні України. Член КПРС з 1944.

## Творчість
Перша збірка — «Сповідь життя» (1938). З різноманітної поетичної спадщини Аманжолова найбільше значення мають вірші «Байкал», «Урал», поеми «Загадкова дівчина», «Наша поема» і особливо «Абдулла» — один з найкращих творів казахської поезії.
Опублікував 1944 поему «Мартбек» про визволення України від окупантів, основну роль в якому надавав слову Тараса Шевченка. Україні присвятив «Баладу про воду».
Післявоєнні вірші Аманжолова присвячені праці радянських людей, боротьбі за мир («Пісня доярки», «Пісня пастуха», «Ворогам миру»). Аманжолов — поет-публіцист, лірик і сатирик.
Тв.: Рос. перекл. — Стихи и поэмы. Алма-Ата, 1958.

## Переклади
Перекладач творів Пушкіна, Лєрмонтова, Шевченка. Переклав казахською мовою вірші Тараса Шевченка «Минають дні, минають ночі», «Вітре буйний, вітре буйний!», «Чи ми ще зійдемося знову?», «Мені однаково чи буду», «Ой одна я, одна» та інші.

## Вшанування пам'яті
Іменем Аманжолова названі вулиці в Караганді і Уральську, а також сільський округ у Каркаралинькому районі. У зв'язку зі сторіччям від дня народження поета у вересні 2011 року при вході в центральний парк міста Караганда був відкритий пам'ятник Касиму Аманжолову.